# دو یتیم (فیلم ۱۹۴۲)
دو یتیم (ایتالیایی: Le due orfanelle) یک فیلم درام تاریخی به کارگردانی کارمینه گالونه است که در سال ۱۹۴۲ منتشر شد.

## بازیگران
- آلیدا والی
- ماریا دنیس
- اسوالدو والنتی
- روبرتو ویلا
- جولیو پانیکالی